# Антоніо де Ульоа
Антоніо де Ульоа і дела Торре-Жиральт (Antonio de Ulloa y de la Torre-Giralt, 12 січня 1716 —3 липня 1795) — іспанський адмірал, науковець, губернатор Луїзіани у 1766—1768 роках.

## Життєпис
Походив з родини ідальго. Син економіста Бернардо де Ульоа. Народився у м. Севілья 1716 року. Здобув гарну освіту. У 1729 році здійснив морську подорож з Кадіса до Картахени, повернувся морем до Кадіса у 1732 році. У 1733 році поступив до Королівської академії гардемаринів.
У 1735 році отримав звання лейтенанта на фрегат «Деліверанс» та призначено до складу французької геодезичної місії під керівництвом П'єра Бугера, що готувалася за підтримки Французької академії наук. У складі французької експедиції до 1744 року подорожував Південною Америкою. Спочатку прибув до Картахени у Венесуелі. Потім перебрався до Еквадору, згодом — Колумбію. Саме тут Ульоа вперше дав досить докладний опис платини (назву якої можна перекласти як «погане срібло»), зазначивши її виняткову тугоплавкість і трудність виділення з порід. Згодом здійснив огляд чилійського узбережжя, оглянув захист порту Ель-Кальяо.
У 1745 році під час повернення до Іспанії корабель, на якому перебував Антоніо де Ульоа, захоплено британськими корсарами. Ульоа доправлено до Великої Британії, де був в ув'язнені. Втім завдяки своїм науковим дослідженням здобув пошану і прихильність англійських науковців. 11 грудня 1746 року його було прийнято до Королівського наукового товариства. Голова цього товариства Мартин Фолкес сприяв звільненню де Ульоа з в'язниці, який 25 липня того ж року повернувся до Іспанії.
Після цього став відомим як вчений, призначався на службу до різних важливих наукових комісій. 1746 року отримав звання капітана. За наказом короля Фердинанда VI вирушив до Європи, щоб дослідити найновіші наукові досягнення. Йому приписують встановлення першого музею природної історії (називався тоді кабінетом природної історії), першої металургійної лабораторії в Іспанії і обсерваторії Кадіса. У 1751 році було обрано іноземним членом Королівської шведської академії наук. Незабаром — Берлинської академії наук, членом-кореспондентом Королівської академії наук Франції, став кавалером орденом Оканья і Сантьяго.
У 1758 році він повернувся до Південної Америки як губернатор Уанкавеліки і суперінтендантом ртутних шахт у віцекоролівстві Перу. На цій посаді перебував до 1760 року, коли отримав звання адмірала. Того ж року пішов у відставку й оселився в Гавані, де мешкав в Гавані.
У 1766 році призначається губернатором колонії Лузіана (королівства Іспанія отримала її після завершення Семирічної війни). Втім зустрів спротив з боку французьких колоністів та креолів. Під час своєї каденції заборонив торгівлю і постачання зброї для індіанців. У 1768 році після повстання креолів не зміг з ним впоратися внаслідок відсутності допомоги з боку Іспанії. Тому відступив до Гавани, незабаром його звільнено з посади.
Того ж року повернувся до військового флоту. Брав участь у створенні флоту віцекоролівства Нова Іспанія (сучасна Мексика) на корабельні у Веракрусі. У 1778 році повернувся до Іспанії. У 1779 році отримав звання генерал-лейтенанта військово-морських сил. Того ж року брав участь в облозі Гібралтару.
У 1780 році призначено командувачем флоту на Азорських островах. На чолі флоту відправився на захоплення Флориди, але зазнав поразки. За це його віддано під суд, проте виправдано. Слідом за цим очолив іспанську Армаду. На цій посаді до самої смерті. Помер 1795 році в Ісла-де-Леон, поблизу Кадіса.

## Творчість
За дорученням іспанського уряду склав у 1745 році секретну доповідь — свідчення початку кризи іспанської колоніальної системи. У 1748 році опублікував цю працю під назвою «Секретні нариси щодо Америки».
У 1760—1764 роках підготував доповідь стосовно роботи поштового зв'язку між Іспанією і віцекоролівством Перу після створення королівської морської пошти. Виступив проти існуючого маршруту доправлення пошти з Ла-Коруньї до Гавани, запропонувавши альтернативний — з Ла-Коруньї до Буенос-Айреса. У 1767 році ця ідея була підтримана.
У 1778 році видав працю «Спостереження в морі сонячного затемнення», 1784 року — «Історична розповідь про подорож до Південної Америки», 1795 року — «Розмови Ульоа зі своїми трьома дітьми щодо служби у військово-морському флоті».

## Родина
Дружина — Франциска Мельхора Рамірес Ларедо-і-Енкалада, графиня Сан-Хав'єр і Каса-Ларедо
Діти:
- Антоніо
- Франсіско Хав'єр (1777—1855), капітан-генерал, морський міністр Іспанії
- Буенавентура
- Жозефа Марія
- донька
- донька